# Grosvenor House The Residence
La Grosvenor House The Residence est un gratte-ciel de 210 mètres construit en 2011 à Dubaï. C'est la tour jumelle de la tour Grosvenor House West Marina Beach.